# Henning Bommel
Henning Bommel (Finsterwalde, 23 febbraio 1983) è un ex pistard ed ex ciclista su strada tedesco.

## Palmarès

### Pista
- 2001

Campionati tedeschi, Inseguimento a squadre Junior (con Robert Bengsch, Daniel Musiol e Florian Piper)
- 2004

2ª prova Coppa del mondo 2004-2005, Inseguimento a squadre (Los Angeles, con Robert Bartko, Robert Bengsch e Leif Lampater)
- 2008

Campionati tedeschi, Inseguimento a squadre (con Robert Bartko, Robert Bengsch e Frank Schulz)
- 2010

Campionati tedeschi, Inseguimento a squadre (con Robert Bartko, Johannes Kahra e Stefan Schäfer)
- 2011

Campionati tedeschi, Inseguimento a squadre (con Nikias Arndt, Franz Schiewer e Stefan Schäfer)
- 2012

Campionati tedeschi, Inseguimento a squadre (con Kersten Thiele, Michel Koch e Yuriy Vasyliv)
- 2014

Campionati tedeschi, Inseguimento a squadre (con Theo Reinhardt, Kersten Thiele e Nils Schomber)
- 2015

Campionati tedeschi, Inseguimento a squadre (con Theo Reinhardt, Domenic Weinstein e Nils Schomber)
- 2017

Campionati tedeschi, Corsa a punti

### Strada
- 2005 (Dilettanti, una vittoria)

1ª tappa Tour de Vysočina
- 2006 (Dilettanti, una vittoria)

1ª tappa Tour de Serbie (Belgrado > Novi Sad)
- 2008 (Dilettanti, una vittoria)

5ª tappa Tour of Bulgaria (Ajtos > Kazanlăk)

## Piazzamenti

### Competizioni mondiali
- Campionati del mondo su pista

Los Angeles 2001 - Inseguimento a squadre Junior: 2º
Palma di Maiorca 2007 - Scratch: ritirato
Manchester 2008 - Inseguimento a squadre: 9º
Pruszków 2009 - Inseguimento a squadre: 6º
Ballerup 2010 - Inseguimento a squadre: 10º
Apeldoorn 2011 - Inseguimento a squadre: 7º
Melbourne 2012 - Inseguimento a squadre: 9º
Melbourne 2012 - Americana: 13º
Minsk 2013 - Inseguimento a squadre: 6º
Minsk 2013 - Corsa a punti: 7º
Minsk 2013 - Americana: 3º
Cali 2014 - Americana: 7º
Saint-Quentin-en-Yvelines 2015 - Inseguimento a squadre: 4º
Saint-Quentin-en-Yvelines 2015 - Americana: 5º
Hong Kong 2017 - Inseguimento a squadre: 12º
Hong Kong 2017 - Americana: 9º
- Giochi olimpici

Rio de Janeiro 2016 - Inseguimento a squadre: 5º

### Competizioni europee
- Campionati europei su pista

Pruszków 2010 - Inseguimento a squadre: 9º
Apeldoorn 2011 - Inseguimento a squadre: 8º
Panevėžys 2012 - Inseguimento a squadre: 2º
Panevėžys 2012 - Americana: 6º
Apeldoorn 2013 - Inseguimento a squadre: 13º
Baie-Mahault 2014 - Inseguimento a squadre: 2º
Baie-Mahault 2014 - Corsa a punti: 3º
Grenchen 2015 - Inseguimento a squadre: 5º